# Syngamia abnormalis
Syngamia abnormalis là một loài bướm đêm trong họ Crambidae.